# Jax (Alto Loira)
Jax es una comuna francesa situada en el departamento de Alto Loira, en la región de Auvernia-Ródano-Alpes.

## Demografía
| 191 | 162 | 123 | 107 | 131 | 131 | 145 |
| Para los censos de 1962 a 1999 la población legal corresponde a la población sin duplicidades (Fuente: INSEE [Consultar]) |     |     |     |     |     |     |